# Joan Duncan
Pour les articles homonymes, voir Duncan.
Joan Heather Duncan, née Tratch (30 octobre 1941-23 septembre 2015) est une femme politique provinciale canadienne de la Saskatchewan. Elle représente la circonscription de Maple Creek à titre de députée du Parti progressiste-conservateur de la Saskatchewan de 1978 à 1991.

## Biographie
Née à Cudworth en Saskatchewan, Duncan étudie à Wakaw et à l'Université de la Saskatchewan où elle étudie la pharmacologie. Elle se marie en 1964 et ouvre une pharmacie Duncan's Drug Store à Maple Creek.

## Carrière politique
Élu en 1978, elle est avec Patricia Anne Smith les premières femmes nommées au conseil exécutif de la Saskatchewan. Siégeant dans le cabinet de Grant Devine, elle est ministre des Services gouvernementaux (1982-1983), ministre du Revenu, de la Réserve stratégique et des Services (1982-1983), ministre du Revenu et des Services Financiers (1983), ministre de la Réserve stratégique (1983), ministre des Consommateurs et des Affaires commerciales (1983-1988), ministre de la Coopération et du Développement coopératif (1986-1987) et ministre de Développement économique et du Tourisme (1988-1989).
Éjectée du cabinet en 1989, elle ne se représente pas en 1991.
En 1995, elle plaide coupable d'avoir fraudé le gouvernement saskatchewanais de 12 405$. Elle accepte de rembourser la somme et de payer 5 000$ d'amendes.